# 地球を笑顔にするWEEK
『地球を笑顔にするWEEK』（ちきゅうをえがおにするウィーク）は、「TBSグループ」（TBSホールディングスを中心に構成された企業の集合体）の放送事業者（TBSテレビ・TBSラジオ・BS-TBS）が持続可能な開発目標（SDGs）の達成に向けて2020年11月から展開しているプロジェクトおよび、このプロジェクトに沿って定期的に実施しているクロスメディア型SDGs啓発キャンペーンの総称。日本の民間放送事業者としては初めて手掛けたプロジェクトで、2021年以降は、キャンペーンの期間を「春」（基本としてゴールデンウイーク）と「秋」（10月下旬から11月下旬までの期間）に1週間前後設定している。

## 概要
17項目の目標で構成されるSDGsを2030年までに1つでも多く達成すべく、国際連合（国連）が2018年9月に設立した「SDGメディア・コンパクト」（世界中の報道機関とエンターテインメント企業に対して保有資源と創造的な才能の活用を促すイニシアチブ）に、TBSテレビが2019年8月から加盟していることを踏まえたプロジェクト。キャンペーンの期間中は、TBSテレビの地上波放送部門、同社がCSで運営しているチャンネル（TBS NEWSとTBSチャンネル）、BS-TBS、TBSラジオが一体になって、SDGsの達成に向けた取り組みを紹介する企画を報道・情報・バラエティ番組で連日放送している。インターネットでも、TBSテレビを初めとするJNN加盟局（全28局）が共同で運営している「TBS NEWS DIG」、TBSテレビ・TBSラジオ・放送番組のYouTube公式チャンネルやSNS上の公式アカウント、TVerなどでキャンペーンを展開。TBS放送センターの敷地内にある赤坂サカスでも、SDGsの達成に向けた連動イベントを、「地球を笑顔にする広場」と称した特設会場で連日開催している。
キャンペーンの展開に際しては、TBSテレビが全国ネット向けに制作する番組へ定期的に出演している俳優・タレント・お笑い芸人から若干名と、TBSテレビの現職アナウンサーから1名を「キャンペーン大使」に委嘱。他のアナウンサーからも、SDGsの目標の総数（17項目）に合わせて17人を「大使」に任命している（放送などでの総称は「17人のTBSアナウンサー」）。このような「大使」は、キャンペーン関連の特別番組（TBSテレビと一部のJNN加盟局で放送）へ出演するほか、SDGsの達成に向けた自身や担当番組での取り組みをキャンペーンの公式サイトや放送・配信向けのPR映像で紹介。「17人のTBSアナウンサー」については、1人につき1つの目標が割り当てられていて、その目標を達成するための活動を特別企画向けに取材することもある。ただし、2021年以降の「キャンペーン大使」は1年交代で、「17人のTBSアナウンサー」の顔触れもキャンペーンの時期によって異なる（詳細後述）。
ちなみに、TBSテレビ系列では、TBSテレビ以外の系列局も2019年10月から「SDGsメディア・コンパクト」へ相次いで加盟。日本のテレビネットワークでは初めて、2021年11月12日までに、系列の全28局が加盟への手続きを終えた。このような事情から、キャンペーンの期間中は、TBSテレビ以外の系列局もローカル向けの連動企画・イベントを独自に展開。準基幹局が系列の全局（または大半の系列局）向けに制作しているレギュラー番組（毎日放送の『プレバト!!』『サタデープラス』・CBCテレビの『ゴゴスマ』など）でも、連動企画を期間中に（または通年で）実施している（『プレバト!!』での事例は当該項を参照）。また、TBSテレビ系列でのキャンペーンでは、ビートルズの『オブ・ラ・ディ、オブ・ラ・ダ』（Ob-La-Di, Ob-La-Da）をテーマソングに使用。前述したPR映像や、参加番組内の関連企画などで流している。

## 沿革

### 第1回「地球を笑顔にするWEEK」

#### 期間
2020年11月23日（月曜日・勤労感謝の日） - 11月29日（日曜日）

#### パートナー企業
- トヨタ自動車
- セールスフォース
- 日産自動車
- 農業協同組合
- セブン&アイHD
- アース製薬
- 三洋物産
- サントリー
- P&G
- ベネッセ
- ロート製薬
- 三井不動産
- 川崎重工業
- UPDATER（旧：みんな電力）[2]

#### 番組企画一覧
| 番組名                              | 放送日                     | 放送内容 |
| ----------------------------------- | -------------------------- | --- |
| 地球を笑顔にするTV …SDGsって何だ?SP | 11月21日（土）             | SDGs17の目標それぞれの2択クイズに香川照之、指原莉乃、安住紳一郎が挑戦                                          |
| あさチャン!                         | 11月23日（土）〜27日（金） | 皆さんの生活のすぐそばにある「身近なSDGs」をテーマに様々な取り組みを取材                                       |
| グッとラック!                       | 11月23日（月）〜27日（金） | 3人の大使とともにSDGsについて学びます!さらに様々な“SDGsな取り組み”を取材。                                     |
| ひるおび!                           | 11月23日（月）〜27日（金） | SDGsの17の目標の1つ「気候変動に具体的な取り組みを」を統一テーマとして特集します                                |
| Nスタ                               | 11月23日（月）〜27日（金） | 日本の魚が…さかなクンと緊急取材!日本橋の知られざる魅力はエネルギーの地産地消!?小学生のSDGsも!                  |
| NEWS23                              | 11月23日（月）〜27日（金） | 押切もえさんが語る「サステナブルファッション」働き方で暮らし方も変わる!低温の”物流革命”とは!?                  |
| アイ・アム・冒険少年3時間SP         | 11月23日（月）             | 脱出島×SDGs。無人島で漂流物の海洋ゴミを上手に再利用する方法をご提案                                            |
| 世界くらべてみたら3時間SP           | 11月25日（水）             | 片道13km!?ライオン注意!?ジップライン!?世界の通学路をくらべてみたら?                                            |
| ニンゲン観察バラエティ モニタリング | 11月26日（木）             | 速水もこみちが地産地消メニュー考案で少女の一生のお願いを叶えます！                                             |
| 櫻井・有吉THE夜会                   | 11月26日（木）             | 芸能界NO.1パン好き女優・木南晴夏が注目するSDGsに取り組むパン屋さんとは?                                        |
| ぴったんこカン・カン                | 11月27日（金）             | SDGs大使である安住紳一郎と香川照之がトヨタ白川郷自然学校を訪問。自然の叡智に気づくための、様々な体験をします。 |
| 中居正広の金曜日のスマイルたちへ    | 11月27日（金）             | 捨てるはずのさつまいもの皮が饅頭に!ひとり農業でSDGsにちなんだスイーツ作り!                                     |
| サワコの朝                          | 11月28日（土）             | 高橋メアリージュン・ユウ姉妹が語る。貧困に打ち勝ち、夢を叶える方法                                             |
| 王様のブランチ                      | 11月28日（土）             | トレンド部でSDGs最先端を調査！未来を考えたトレンドグルメをご紹介!                                              |
| 報道特集                            | 11月28日（土）             | 全てを食べ尽くすバッタの巨大な群れ。いま第2波が襲うアフリカの惨状を現地取材。                                  |
| 新・情報7daysニュースキャスター     | 11月28日（土）             | 環境にも優しい！災害時にも強い味方に!電気自動車の底力を徹底取材!                                               |
| S☆1                                 | 11月28日（土）29日（日）   | スポGOMI甲子園に密着!全国の高校生がごみ拾いを競い合い「高校生ごみ拾い日本一!」を決める大会に密着               |
| サンデージャポン                    | 11月29日（日）             | 今後のファッション界をけん引する次世代モデルが業界の超ユニークなSDGsを学ぶ!                                    |
| アッコにおまかせ!                   | 11月29日（日）             | 減少するサンゴを守り、サンゴの苗を植える活動を続けている沖縄の人々を紹介!                                      |
| バナナマンのせっかくグルメ！！      | 11月29日（日）             | 高知県の秋の旬「戻りガツオ」。土佐伝統の一本釣り漁は実は地球に優しい漁法だった                                 |
| 林先生の初耳学                      | 11月29日（日）             | 林先生とゲストの白熱バトル「松丸亮吾の初耳謎解き学」でSDGsをテーマに展開!                                      |
| 情熱大陸                            | 11月29日（日）             | “教育ユーチューバー”葉一（はいち）。学校・塾に続く勉強の場!令和の学びはユーチューブに?                         |
| BACKSTAGE                           | 11月29日（日）             | 雑草が絶品料理に?!産業廃棄物がお洒落バッグに?!持続可能な社会を目指す2人に密着!                                 |

### 第2回「地球を笑顔にするWEEK　2021春」

#### 期間
2021年4月26日（月曜日） -  5月5日（水曜日・こどもの日）

#### パートナー企業
- トヨタ自動車
- ディップ
- 日産自動車
- アサヒ飲料
- 湖池屋
- 豊田通商
- 三井不動産
- サントリー
- UPDATER
- SCジョンソン[3]

### 第3回 「地球を笑顔にするWEEK　2021秋」

#### 期間
2021年11月1日（月曜日）- 11月7日（日曜日）

#### パートナー企業
- トヨタ自動車
- ディップ
- 日産自動車
- アサヒ飲料
- 湖池屋
- サントリー
- P&G
- ハウス食品
- 久光製薬
- ネスカフェ
- エディオン
- ラグザス・クリエイト
- 株式会社NGP
- 大林組
- 岩谷産業
- ユニフルーティー ジャパン
- 日本電気
- 川崎重工業

### 第4回「地球を笑顔にするWEEK　2022春」

#### 期間
2022年5月2日（月曜日） - 5月8日（日曜日）

#### パートナー企業
- トヨタ自動車
- 日産自動車
- 日清製粉ウェルナ
- セブン&アイHD
- アサヒ飲料
- キリン
- アクアクララ
- P&G
- サントリー
- エディオン
- ラグザス・クリエイト
- タカラスタンダード
- 勘定奉行
- ユニフルーティー ジャパン

### 第5回「地球を笑顔にするWEEK　2022秋」

#### 期間
2022年10月31日（月曜日） - 11月6日（日曜日）

#### パートナー企業
- トヨタ自動車
- 日産自動車
- 日清製粉ウェルナ
- セブン&アイHD
- アサヒ飲料
- キリン
- アクアクララ
- P&G
- サントリー
- エディオン
- ACN
- タイガー魔法瓶

### 第6回「地球を笑顔にするWEEK 2023春」

#### 期間
2023年5月14日（日曜日） - 5月20日（土曜日）

#### パートナー企業・団体
- トヨタ自動車
- 日産自動車
- 日清製粉ウェルナ
- セブン&アイHD
- アサヒ飲料
- ファミリーマート
- キリン
- コカ・コーラ
- P&G
- サントリー
- 小林製薬
- ラグザス
- 天藤製薬
- 宝くじ

#### 主な関連番組
TBSテレビでは以下の番組から、☆印を付けた23番組とのコラボレーションによる特別番組『一緒にやろう　SDGsの日』（『SDGsの日』）を、キャンペーン最終日（5月20日）の14:00から8時間にわたって全国ネット向けに生放送。同局において、20を超える番組からの企画で8時間の生放送番組を構成することは初めてで、『音楽の日』『報道の日』『お笑いの日』に続くシリーズ化を想定していた。
- TBSテレビ制作のレギュラー番組
  - 『THE TIME,』☆
    - 『SDGsの日』では、SGDs関連の活動に取り組む高校生を紹介する「全国中高生ニュース」を、コラボレーション企画では最も早く14時台に事前収録で放送。

  - 『ラヴィット!』☆
  - 『ひるおび』☆
    - 「2023春」以降のキャンペーン期間中の金曜日には、TBSテレビのアナウンサーを代表して「2023春」からキャンペーン大使を務めている日比麻音子（2021年10月から2022年12月までの金曜アシスタント）が、「地球を笑顔にする広場」でのイベントやワークショップを午前枠内の生中継で紹介。

  - 『Nスタ』☆
    - 通常放送しない土曜日に、『報道特集』を休止したうえで編成された『SDGsの日』では、『Nスタ』の平日版をベースに特別企画を加えたパートを『報道特集』の時間帯（18時台）に内包。通常は『Nスタ』や『報道特集』内で伝えている夕方帯のニュースについては、ローカルニュース・天気予報用の差し替え枠とセットの放送枠を、16時台の後半に別途設けることで対応した。

  - 『news23』☆
  - 『王様のブランチ』☆
  - 『サンデー・ジャポン』☆
    - 『SDGsの日』では「スタジオセットを特別に用意しない代わりに、TBS放送センターの敷地内にある4つのスタジオを放送の時間帯ごとに使い分けながら、レギュラー番組の一部のセットだけで賄う」という方針を立てていた。このため、『サンデー・ジャポン』のスタジオセットを「TBS”生放送の顔”大集合スペシャル!!」（15時台の生放送）パート[注 2]に流用。

  - 『アッコにおまかせ!』☆
  - 『S☆1』
  - 『CDTV ライブ!ライブ!』
  - 『アドベンチャーバラエティ　冒険少年』☆
  - 『クレイジージャーニー』☆
    - 『SDGsの日』では、世界の3大陸におけるごみ問題の現場をJNN海外支局の特派員が取材したシリーズ企画（『クレイジージャーニー』では2023年5月15日のレギュラー版で「前編」を放送済み）の「後編」を、16時台に事前収録で放送。

  - 『再現できたら100万円!THE神業チャレンジ』
  - 『バナナサンド』
  - 『マツコの知らない世界』
  - 『東大王』☆
    - 『SDGsの日』では、『東大王』をベースに、SDGsに関するクイズパートを20・21時台に生放送で編成。このパートでは、前述した方針から『東大王』のスタジオセットを流用したうえで、「東大王チーム」と「オールTBSチーム」（『ひるおび』など7番組[注 3]の出演者代表14人、「キャンペーン大使」の6人および、TBSテレビアナウンサーの喜入友浩・篠原梨菜で構成されたスペシャルチーム）が対戦している。

  - 『水曜日のダウンタウン』☆
    - 『SDGsの日』では、「花見のごみを集めて桜前線と共に北上すれば、日本本土の最北端（北海道稚内市）へ着く頃にはそのリサイクル額で新たな桜を植樹できる説」を10日間にわたって検証したロケ企画を14時台に放送。実際には、あかつが（自宅のある）福島県を皮切りに宮城県・岩手県・青森県・北海道で集めたごみの「リサイクル額」（買取額に相当する金額）で桜の苗木を1本購入できたため、「日本最北端の地での桜の植樹」が稚内公園内で実現した。

  - 『櫻井・有吉THE夜会』
  - 『それSnow Manにやらせて下さい』☆
  - 『ペンディングトレイン-8時23分、明日 君と』☆（キャンペーン期間中の「金曜ドラマ」枠における連続ドラマ）
  - 『中居正広の金曜日のスマイルたちへ』
  - 『ジョブチューン アノ職業のヒミツぶっちゃけます!』☆
    - 『SDGsの日』では、『ジョブチューン』をベースに収録された「超一流料理人　フードロス削減レシピ　アレンジBATTLE」を19時台に放送。『ラヴィット!!』から2人、『それSnow Manにやらせて下さい』から2人、『ベンディングトレイン』から3人の出演者が「ジャッジ」（試食による判定役）を担っていた。

  - 『日立 世界・ふしぎ発見!』☆
  - 『バナナマンのせっかくグルメ!!』☆
    - 『SDGsの日』では、『せっかくグルメ!!』をベースに神奈川県小田原市で収録された未利用魚関連のロケ企画を、18・19時台（前述した『Nスタ』パートの直後）に編成。このパートを、『せっかくグルメ!!』のスタジオセットから生放送で進行した。

  - 『坂上&指原のつぶれない店』
- 毎日放送制作のレギュラー番組（TBSテレビ系列の全局でフルネットを実施）[注 4]
  - 『サタデープラス』☆
- CBCテレビ制作のレギュラー番組（TBSテレビと大半の系列局で同時ネットを実施）
  - 『ゴゴスマ』☆
- TBSテレビ制作の特別番組
  - 『佐藤健&千鳥ノブよ!この謎を解いてみろ!』（5月17日の21:00 - 22:57に放送）
  - 『SASUKE』☆（キャンペーン期間中は放送せず）
  - 『この歌詞が刺さった!グッとフレーズ』☆（同上）
    - 『SDGsの日』では、SDGs関連の活動に取り組む高校生へのインタビューを基に、「SDGsを感じる歌詞」に関するコラボレーション企画を20時台に編成。生放送のパートでは、最も多くの高校生が「歌詞からSDGsを感じる」と答えた『瑠璃色の地球』（松田聖子）を、上白石萌音（「キャンペーン大使」の1人）が32人の高校生（埼玉県立川越女子高等学校の合唱部員）が合唱で披露した。ただ本番組MCの加藤浩次とアシスタントの江藤愛（TBSアナウンサー）は出演せず、『SDGsの日』総合司会でキャンペーン大使のバナナマンと日比が進行した。
- TBSラジオ制作のレギュラー番組
  - 『パンサー向井の＃ふらっと』☆
- TBSテレビYouTube公式チャンネルからの配信限定番組
  - 『どうぶつ奇想天外・WakuWaku』☆
    - TBS→TBSテレビ系列で2009年3月まで15年半にわたってレギュラーで放送された後に、2016年から2018年まで特別番組として編成された『どうぶつ奇想天外!』シリーズを受け継いでいる野生動物関連の動画コンテンツ。『SDGsの日』では、地上波テレビにおける『どうぶつ奇想天外!』の放送を、17時台の特別企画としておよそ5年振りに1日限定で復活させた[5]。
- BS-TBSのレギュラー番組
  - 『報道1930』
  - 『Style2030 賢者が映す未来』
  - 『Bizスクエア』
  - 『むかしばなしのおへや』

### 第7回「地球を笑顔にするWEEK 2023秋」

#### 期間
- 2023年11月5日（日曜日） - 11月11日（土曜日）
  - TBSテレビ、TBSラジオ、BS-TBSでは、この期間の放送に関連する電力（推定23万8,000kwh）をグリーン電力だけで賄うことによって、二酸化炭素の排出量をおよそ110トンCO2分削減することを宣言していた。この削減量は、およそ7,800本のスギによる二酸化炭素の年間吸収総量に相当するものとされている[6]。

#### パートナー企業
- トヨタ自動車
- 日産自動車
- 日清製粉ウェルナ
- セブン&アイHD
- アサヒ飲料
- ファミリーマート
- キリン
- コカ・コーラ
- P&G
- サントリー
- ライザップ
- リブ・ラボラトリーズ
- FIXER

上記の企業から出稿されるテレビCMについては、「グリーンCM」と称して、期間中の放送をグリーン電力だけで賄っていた。

#### 主な関連番組
期間中には、「キャンペーン大使」が一堂に会する特別番組（第6回で初めて編成された『SDGsの日』など）を放送しない代わりに、キャンペーンに関連する企画やイベントを以下の番組で個別に実施していた。
- TBSテレビ制作のレギュラー番組
  - 『THE TIME,』
  - 『ラヴィット!』
  - 『プチブランチ』（関東ローカル番組）
  - 『ひるおび』
  - 『Nスタ』
    - キャンペーン期間前週の10月29日（日曜日）には、通常は（ローカル差し替え枠を含めて）30分に設定されている日曜版の放送枠を1時間に拡大したうえで、『Nスタ　気候変動スペシャル』として17:30 - 18:30に編成。後述する「1.5℃の約束」キャンペーンとの連動企画として、東京都・新潟県・イギリス・モルディブを取材した映像を放送した。

  - 『news23』
  - 『王様のブランチ』
  - 『報道特集』
  - 『情報7days ニュースキャスター』
  - 『サンデーモーニング』
  - 『サンデー・ジャポン』
  - 『アッコにおまかせ!』
  - 『S☆1』
  - 『CDTV ライブ!ライブ!』
  - 『クレイジージャーニー』
  - 『バナナサンド』
  - 『東大王』
    - 「1時間で楽しくSDGsを学ぼうスペシャル」と題した特別編として、「今注目しているSDGs」を東京大学への在学生200人に訊いたアンケートで上位に挙がった15のテーマについて、産業界・学界の取り組みを紹介しながら「東大王チーム」「挑戦者チーム」に「SDGsチーム」を交えたクイズ企画を放送。「キャンペーン大使」から、野口聡一とバナナマンが視聴者向けクイズの「特別出題者」、杉野遥亮・上白石萌音（いずれも俳優）・日比が「SDGsチームのメンバー」として出演した。
    - 「SDGsチーム」には、日比の同僚（後輩アナウンサー）から喜入・南後杏子・御手洗菜々も参加。2023年に入社したばかりの南後と御手洗は、この特別編を通じてバラエティ番組へのデビューを果たした。なお、クイズ企画では、「SDGsチーム」が他の2チームに勝利。東京大学の卒業生でもある喜入が、「SDGsチーム」でただ1人「パーフェクト」（全問正解）を達成した。

  - 『ニンゲン観察バラエティ　モニタリング』
  - 『櫻井・有吉THE夜会』
  - 『中居正広の金曜日のスマイルたちへ』
  - 『バナナマンのせっかくグルメ!!』
- CBCテレビ制作のレギュラー番組（TBSテレビと大半の系列局で同時ネットを実施）
  - 『ゴゴスマ』
- TBSラジオ制作のレギュラー番組
  - 『森本毅郎・スタンバイ!』
  - 『パンサー向井の＃ふらっと』
  - 『ジェーン・スー　生活は踊る』
  - 『こねくと』
  - 『荻上チキ・Session』
  - 『安住紳一郎の日曜天国』
    - 安住紳一郎の年次休暇に伴って若林有子（いずれもTBSテレビのアナウンサー）がパーソナリティを代行した11月5日に、SDGsの達成に向けた取り組みに関する取材企画を「お出かけリサーチ」のコーナーで放送。
- BS-TBSのレギュラー番組
  - 『美しい日本に出会う旅』
  - 『むかしばなしのおへや』
  - 『Bizスクエア』

### 第8回「地球を笑顔にするWEEK 2024春」

#### 期間
- 2024年4月28日（日曜日） - 5月4日（土曜日）[7]
  - TBSグループでは、当キャンペーンの目標の1つであるカーボンニュートラルを、2023年度に主要施設（TBS放送センター、赤坂サカス内の文化施設、緑山スタジオ）で実現。TBS放送センターでは同年度から、再生可能エネルギーに由来する電力を常時使用している。
    - キャンペーン期間中の放送に関しては、前年度（「2023年春」「2023年秋」）の実績を基に、東京スカイツリーから送出される地上波放送（TBSテレビ・TBSラジオ）向けの電力とJNN加盟各局からの送出電力の総量を「約8万kWh」と推計。TBSテレビによれば、日本自然エネルギーが発行するグリーン電力証書をこの推計量へ充てることによって、約100トン（約7142本のスギが1年間に吸収できる）分の二酸化炭素の排出が削減されるという[8]。

#### パートナー企業
- トヨタ自動車
- 日産自動車
- 日清製粉ウェルナ
- セブン&アイHD
- アサヒ飲料
- ファミリーマート
- キリン
- コカ・コーラ
- サントリー
- 明治
- U-NEXTホールディングス
- SCREENホールディングス
- 株式会社MTG

上記企業の出稿によってキャンペーン期間中に放送されるテレビCMの一部は、「グリーンCM」として放送。TBSテレビでは、「グリーンCM」の放送に伴う二酸化炭素の排出量を推計したうえで、この推計量に相当する再生可能エネルギー由来の「カーボンクレジット」を排出権取引で購入している。

#### 主な関連番組
- TBSテレビ制作のレギュラー番組
  - 『THE TIME,』
  - 『ラヴィット!』
  - 『ひるおび』
  - 『Nスタ』
  - 『news23』
  - 『情報7days ニュースキャスター』
  - 『S☆1』
  - 『王様のブランチ』
  - 『プチブランチ』（関東ローカル番組）
  - 『サンデーモーニング』
  - 『サンデー・ジャポン』
  - 『アッコにおまかせ!』
  - 『CDTV ライブ!ライブ!』
  - 『クレイジージャーニー』
  - 『世界くらべてみたら』
  - 『東大王』
    - TBSテレビでは、5月1日（水曜日）の19:00 - 20:00に編成していたレギュラー版を、「VSさかなクン魚市場潜入!明日誰かに話したくなるお魚クイズ」と銘打って放送。「キャンペーン大使」の1人であるさかなクンが、クイズの出題役を務めた。ただし、過去のキャンペーン期間中に放送されていた特別企画と違って、他の「キャンペーン大使」や「17人のTBSアナウンサー」は登場していない[9]。また、編成上は通常のレギュラー版と同様にローカルセールスで扱われていたため、TBSテレビ以外のJNN加盟局（全23局）で同時ネットを実施したのは10局にとどまった。

  - 『ニンゲン観察バラエティ　モニタリング』
  - 『それSnow Manにやらせて下さい』
  - 『バナナマンのせっかくグルメ!!』
  - 『アンチヒーロー』（キャンペーン期間中に「日曜劇場」で放送されている連続ドラマ）
  - 『最強スポーツ男子頂上決戦2024』（特別番組として5月3日に放送）
- 毎日放送制作のレギュラー番組（全国ネット番組）
  - 『プレバト!!』
    - キャンペーン期間初日（4月28日）の12:54  - 13:54に『俳句×SDGsの未来教室』（看板企画である「俳句の才能査定ランキング」をベースに制作した特別番組）を関西ローカルで放送したところ、この番組が2024年の日本民間放送連盟賞でテレビ教養番組部門の優秀賞を受賞した[10]。
      - 『俳句×SDGsの未来教室』では、「俳句査定員」の夏井いつき（俳人）がスタディサプリの賛同を得ながら知人の南麻理江（ハフポスト日本版のエディター）と共に2023年5月から日本各地の高校で開いている出張授業から、滝川第二高等学校（毎日放送の放送対象地域である兵庫県神戸市西区に所在）と北海道東川高等学校での「特別授業」の模様を紹介[11]。滝川第二高校での授業のテーマは「回転寿司」、東川高校での授業のテーマは「ファッション」で、放送の直後からは本編の動画をTVer経由で日本全国に向けて配信している。
- CBCテレビ制作のレギュラー番組（TBSテレビと大半の系列局で同時ネットを実施）
  - 『ゴゴスマ』
- TBSラジオ制作のレギュラー番組
  - 『森本毅郎・スタンバイ!』
  - 『パンサー向井の＃ふらっと』
  - 『金曜ボイスログ』
  - 『ジェーン・スー　生活は踊る』
  - 『こねくと』
  - 『荻上チキ・Session』
  - 『アフター6ジャンクション2』
    - 毎月第3火曜日の本番直後に「TBSラジオPodcast」で最新回を配信している「SGGsジャクション」（『アフター6ジャンクション』時代に事前収録で月に1回放送していた同名コーナーからの派生番組）の2024年4月分（キャンペーン開始前の16日から配信を開始）に、石井健介（ブラインドコミュニケーター）が「ノービジョン・ダンジョン～見えない世界で宝物を探そう!～」（ナビゲーターを務める「地球を笑顔にする広場」でのイベント）の紹介を兼ねてゲストで出演。

  - 『サステバ』
    - SDGs関連のニュースや話題を考える目的で、小泉今日子をメインパーソナリティに迎えた収録番組で、2024年4月6日から毎週土曜日の19:30 - 20:00に関東ローカルで放送。

  - 『安住紳一郎の日曜天国』
- BS-TBSのレギュラー番組
  - 『美しい日本に出会う旅』
  - 『むかしばなしのおへや』
  - 『Bizスクエア』
  - 『ねこ自慢』
  - 『Style2030 賢者が映す未来』

#### 特別番組
- 『超こどもの日 2100年まで生きる君へ』（全国ネット番組） - 2024年5月4日（土曜日・みどりの日）の16:00 - 20:00に生放送
  - キャンペーン期間の最終日が「こどもの日（5月5日）の前日」に当たることを踏まえて、TBS放送センター内の複数のスタジオおよび、赤坂サカス広場からの公開生放送方式で編成。観覧を希望する「こども」（5 - 15歳の子ども）とその保護者を4月26日（金曜日）の正午まで募集したうえで、「こども」の総数が保護者の総数より多くなるように、抽選で若干組をTBS放送センター内のスタジオに招待している。ちなみに、『2100年まで生きる君へ』という文言が番組のタイトルに入っているのは、「2024年に生まれたばかりの赤ちゃんが、2100年まで生きるかも知れない」との推測によるという[12]。
  - 「2024年春」のキャンペーン大使から、バナナマン（設楽統・日村勇紀）と小泉孝太郎が総合MCを担当。他のキャンペーン大使（堀田真由、さかなクン、TBSテレビの日比麻音子アナウンサー）や「こども」世代の俳優・タレント（村山輝星、永尾柚乃、増田梨沙、倉持春希など）も生放送に参加したほか、5つのジャンル（「スポーツ」「音楽」「動物」「魚」「最先端研究」）に関する以下の特集や、上記の「関連番組」から10番組とのコラボレーションによる「リメイクファッションショー」を放送した[13]。さらに、ハローキティとのコラボレーション企画も実施。ハローキティの着ぐるみが公開生放送に登場したほか、キティが投げ掛ける「2100年をどういう未来にしたいのか?」という質問に対して、日本各地の子どもたちが将来の夢や未来を語るVTRが放送されていた[14]。
    - 「最先端研究」
      - 主な出演者：小泉孝太郎、VTRナレーター：服部潤
        - 「世界中の天才が学んでいる」という沖縄科学技術大学院大学（OIST）を、小泉が「生き物大好きキッズ」（小学4年生ながら昆虫に関する論文を執筆している男児）と訪れた際に収録したVTRを放送。このVTRには、日本の内外からOISTに招聘された「世界最高峰」の生物学者（サンゴの研究で紫綬褒章を受賞した佐藤矩行教授など）が登場している。

    - 「スポーツ」
      - VTR出演：国枝慎吾夫妻、VTRナビゲーター：櫻井翔（嵐）
        - 男子車いすテニスの元・選手（生涯グランドスラム達成者）である国枝が、現役引退・国民栄誉賞受賞後の2024年1月からオーランド（アメリカ合衆国フロリダ州）で送っている「第二の人生」（全米テニス協会のアドバイザーとして「こども」世代の車いすテニス選手を指導する活動）に密着した取材VTRを放送。国枝が現役の選手だった2015年から、取材などを通じて公私とも親交が深い櫻井をナビゲーターに起用した。
        - 国枝がオーランドでの生活をメディアで公表することは、この企画が初めて。自宅での取材中には、「現役時代からあまり公にしていなかった」という自身の半生を明かしていたほか、日本各地の「こども」たちからVTRで寄せられた質問に答えていた。

    - 「魚」
      - 主な出演者：さかなクン、井戸田潤（スピードワゴン）、齋藤慎太郎◎、VTRナレーター：やす子[14]・服部潤
        - 魚類学の研究者でもあるさかなクンが、「アユ大救出プロジェクト」（大阪湾から京都市内の中心部へ長らく遡上できなくなっている天然アユを再び遡上させるべく井桁箱型の木製魚道を鴨川に新設するプロジェクト）に同市内の小学生（京都聖母学院小学校の生徒）・井戸田と共に参加した模様をVTRで紹介[14]。さらに、天然アユの行方を確かめる目的で、京都市内（鴨川の河畔）と大阪市内（淀川大堰付近）からの二元生中継を18時台の前半に実施した。ちなみに、さかなクンと齋藤は京都市内、井戸田は大阪市内から出演。

    - 「リメイクファッションショー」
      - 進行：深澤辰哉・佐久間大介（Snow Man）、VTRナレーター：服部潤
        - 上記の「関連番組」から、『それSnow Manにやらせて下さい』を初めとする10番組が協力。当該番組にレギュラーで出演する以下の人物（◎はTBSテレビの現職アナウンサー・○は「キャンペーン大使」の経験者）などから提供された「愛用服」（さまざまな事情で着られなくなった私物の衣類や出演番組の衣装）の「再構築」（リメイク）を、ファッションブランドの「再倖築」（さいこうちく：「立ち上げから1年未満」という異例の速さで2023年9月27日にパリ・コレクションでランウェイショーを初めて開催したブランド）[15]で活動する田尻永太・西澤光太郎（いずれも放送時点では22歳のファッションデザイナー）や、東京モード学園の学生が手掛けた。
          - 『それSnow Manにやらせて下さい』：Snow Man（深澤・佐久間・岩本照・ラウール・渡辺翔太・向井康二・阿部亮平・宮舘涼太）
          - 『バナナサンド』：バナナマン（設楽統・日村勇紀）○、サンドウィッチマン（伊達みきお・富澤たけし）
          - 『クレイジージャーニー』：ヨシダナギ[注 6]
          - 『ニンゲン観察バラエティ　モニタリング』：小泉孝太郎○、川口春奈、小杉竜一（ブラックマヨネーズ）、EXILE NAOTO、近藤春菜（ハリセンボン）
          - 『Nスタ』：日比麻音子◎○、ホラン千秋
          - 『アンチヒーロー』：堀田真由○、長谷川博己、北村匠海、大島優子、林泰文
          - 『世界くらべてみたら』：上白石萌音○、国分太一（TOKIO)
          - 『ラヴィット!』：川島明（麒麟）、田村真子◎[注 7]
          - 『ひるおび』：恵俊彰（ホンジャマカ）
          - 『王様のブランチ』：藤森慎吾（オリエンタルラジオ）

        - ファッションショーは、TBS放送センター内のスタジオにランウェイを設けたうえで、生放送パート内の18時台に開催。ランウェイに登場する「スペシャルモデル」は開催の直前まで伏せられていたが、実際には以下の人物やグループが務めている（登場の早い順に記載）。また、永野芽郁などのメイクを手掛けるイカリシノブ（メイクアップ・アーティスト）が、「スペシャルモデル」へのメイクを担当。さらに、まだ使用できるにもかかわらず廃棄寸前の化粧品（いわゆる「廃棄コスメ」）が、メイクやスタジオセットの塗装に用いられていた。
          - 堀田真由○
          - 日村勇紀○
          - 海音（右脚が義足であるファッションモデル）
          - 葦原海（パリ・コレクションのランウェイショーで「世界デビュー」を果たしていた車椅子のファッションモデル）
          - 25人のキッズダンサー（キッズダンスの全国大会の1つである「RUNUP DANCE CONTEST 2023 FINAL」で優勝した「GRIFFON」のメンバー5人を含む）

    - 「動物」
      - 主な出演者：日村勇紀（バナナマン）、VTRナレーター：服部潤
        - 「生息数がわずか100頭」とされている野生のツシマヤマネコを保護すべく、長崎県の対馬で実施されている活動に、バナナマンの日村が「貴重な野生動物を保護する活動に興味はあるが、活動の現場を見たことがない」という11歳の女子小学生と参加した模様を収めたVTRを18:50頃から19時台の前半にかけて放送した[14]。このVTRには、2人が日没後に屋外で臨んでいた調査中に、1頭のツシマヤマネコが2人の目の前を歩いていた姿も映っている。

    - 「音楽」
      - 主な出演者：高嶋ちさ子 12人のヴァイオリニスト、平原綾香、高嶋ちさ子の長男（出演の時点では17歳で高校2年生）、小泉孝太郎、VTRナレーター：服部潤
        - 高嶋の長男が1人で考案した「リコーダー・ピアニカプロジェクト」（日本の子どもたちが使わなくなったリコーダーやピアニカに衛生的な処理を施したうえで他国の子どもたちに届けるプロジェクト）を事前収録で紹介した後に、世界の子どもたちからの人気が高いディズニー作品の名曲メドレーを、「高嶋ちさ子　12人のヴァイオリニスト」による演奏と平原による歌唱で生放送パートの終盤（19時台）に披露した。
        - 2024年の4月にTBS放送センターで収録されたパートは、小泉と高嶋ちさ子の対談を中心に構成。12歳からアメリカへ留学している高嶋の長男が、実父（ちさ子の夫）の希望で顔と名前を伏せながらも、対談の途中に留学先（全寮制高校）からのリモート映像を通じて実母・ちさ子との「テレビ初共演」を果たしていた。また、高嶋親子が「リコーダー・ピアニカプロジェクト」の一環で放送後に訪問とリコーダーの贈呈を予定しているマクナオ小学校（ラオス人民民主共和国）の3年生も中継を通じて出演。「ブラジルから来日しているこどもと、日本で生まれ育ったこどもを音楽で仲良くさせてあげたい」というちさ子の意向と、「ムジコ音楽教室」（「12人のヴァイオリスト」のメンバーを中心に学童クラブなどで展開しているヴァイオリン教室）での活動を踏まえて、「ちさ子を含む4人のヴァイオリニストが、13人の小・中学生の前でヴァイオリンの演奏を披露したうえで、小・中学生にも演奏を体験させる」という試みも為されていた。
          - このパートに出演していた小・中学生は、生放送によるディズニー作品の名曲メドレーを、TBS放送センター内のスタジオやラオス国内からの生中継で鑑賞している。

  - 以上の企画に加えて、本来は土曜日の夕方に編成されている『報道特集』を休止したことに伴う代替措置として、ローカル差し替え枠付きのニュースパートを17:50 - 18:00に編成。「2023秋」から「17人のTBSアナウンサー」に名を連ねている古田敬郷◎が、全国向けのニュースと関東ローカル向けのニュース・天気予報を伝えていた。ちなみに、バナナマンは放送上、この番組の終了直後（20:00）に組まれていた『ジョブチューン』（TBSテレビにおけるレギュラー番組の1つ）の「人気急上昇!大ヒット商品のヒミツぶっちゃけスペシャル」（事前収録で21:54までの時間帯に編成）にも出演。

### 第9回「地球を笑顔にするWEEK 2024秋」

#### 期間
- 2024年11月3日（日曜日・文化の日） - 11月9日（土曜日）[16]
  - キャンペーン期間中の放送に関しては、「2024年春」に続いて、東京スカイツリーから送出される地上波放送（TBSテレビ・TBSラジオ）向けの電力とJNN加盟各局からの送出電力の推計総量（約8万kWh）にグリーン電力証書を充てている[17]。
  - 「地球を笑顔にする広場」では、キャンペーンに関連したイベントやワークショップを、キャンペーン期間終了の翌日に当たる11月10日（日曜日）まで開催していた。

#### パートナー企業
- トヨタ自動車
- 日産自動車
- 日清製粉ウェルナ
- セブン&アイHD
- アサヒ飲料
- ファミリーマート
- コカ・コーラ
- サントリー
- 三菱倉庫
- オービックビジネスコンサルタント（提供クレジット上の名義は主力商品の「勘定奉行クラウド」）

上記企業の出稿によってキャンペーン期間中に放送されるテレビCMの一部は、「グリーンCM」として放送。TBSテレビでは、「グリーンCM」の放送に伴う二酸化炭素の排出量を推計したうえで、この推計量に相当する再生可能エネルギー由来の「カーボンクレジット」を排出権取引で購入している。また、セブン&アイHDが運営するセブン&アイグループでは、「地球を笑顔にするCOMPANY」（食品ロスの削減に向けたグループ内での取り組みを紹介する動画）を期間中にTVer限定で配信。

#### 主な関連番組
- TBSテレビ制作のレギュラー番組
  - 『THE TIME,』
    - SDGs達成への取り組みに関する企画を、「THE TIME, マーケティング部」（7:35頃から約10分間のコーナー）で11月4日（月曜日）から7日（木曜日）まで放送。通常編成では7:35頃からエンディング（8:00）までの時間帯を『ウォッチン!みやぎ』（宮城ローカル向けの生放送番組）に差し替えている東北放送でも、4日から8日（金曜日）まで『ウォッチン!みやぎ』を休止したうえで「THE TIME,  マーケティング部」の同時ネットを実施していた[注 8]。

  - 『ひるおび』
  - 『Nスタ』
    - 実際には、キャンペーン期間終了翌日（11月10日）の日曜版でも、信越放送の取材による関連企画をJNN全国ニュースパートの特集枠で放送。

  - 『news23』
  - 『情報7days ニュースキャスター』
  - 『S☆1』
  - 『がっちりマンデー!!』
  - 『サンデー・ジャポン』
  - 『アッコにおまかせ!』
  - 『世界遺産』[注 9]
- CBCテレビ制作のレギュラー番組（TBSテレビと大半の系列局で同時ネットを実施）
  - 『ゴゴスマ』
- TBSラジオ制作のレギュラー番組
  - 『ジェーン・スー　生活は踊る』
  - 『金曜ボイスログ』
  - 『こねくと』
  - 『アフター6ジャンクション2』[注 10]
  - 『土曜ワイドラジオTOKYO ナイツのちゃきちゃき大放送』
  - 『井上貴博　土曜日の『あ』』
  - 『サステバ』
- BS-TBSのレギュラー番組
  - 『噂の!東京マガジン』
  - 『美しい日本に出会う旅』
  - 『関口宏のこの先どうなる!?』
  - 『いぬじかん』
  - 『Future Earth ～未来のために～』

#### 特別番組
- 『超こどもの日 2024秋　2100年まで生きる君へ』 - 2024年11月9日（土曜日）の16:00 - 16:54に、TBSテレビが関東ローカル向けに放送[19]。
  - 『超こどもの日 2024　2100年まで生きる君へ』（『超こどもの日 2024』）で放送された「魚」「動物」「音楽」関連のプロジェクトを対象に、「プロジェクトは（『超こどもの日 2024』での）1回限りではなく、（同番組の放送後も）まだ続いている」と銘打って進捗状況を報告。「2024年秋」のキャンペーン大使（バナナマンの設楽・日村、小泉孝太郎、堀田、さかなクン、日比）が揃って出演したほか、高嶋ちさ子と長男が「音楽」関連プロジェクトのVTRに再び登場した[19]。また、「2024秋」における「17人のTBSアナウンサー」以外の同局アナウンサーから、日比の先輩にして同僚（『Nスタ』金曜日のメインアナウンサー）でもある山内あゆが全編のナレーションを担当。
  - 編成上は『超こどもの日 2024　2100年まで生きる君へ』の続編に当たるが、全国ネット向けの生放送を4時間近くにわたって実施していた同番組から一転して、事前に収録した映像を放送。放送時間は『超こどもの日 2024』の約4分の1で、TBS以外の系列局ではネットを見送った[注 11]が、TVerでは『超こどもの日 2024秋』の本編動画をTBSでの放送直後（11月9日の16:55）から期間限定で配信している。ちなみに、『超こどもの日 2024秋』で放送した企画は以下の通り。
    - 「音楽」（VTRへの主な出演者：高嶋ちさ子、高嶋の長男）
      - 『超こどもの日 2024』で予告されていた高嶋親子の取り組み（日本で使われなくなったリコーダーや鍵盤ハーモニカを洗浄したうえでラオス国内のマクナオ小学校へ直々に届ける活動）に密着した取材VTRを放送[19]。17歳にしてこのプロジェクトを提唱した長男は、実母のちさ子や友人を伴いながらマクナオ小学校へ楽器や文房具を寄贈したばかりか、寄贈したリコーダーと鍵盤ハーモニカの使い方を「特別授業」と称して同校の生徒に教えていた。さらに、高嶋親子は他の小学校（全4校）でも「特別授業」を開いたほか、上記のプロジェクトを何年も続けることを視野に現地の農家を訪れていた。

    - 「魚」（報告：さかなクン）
      - さかなクンが国際協力機構（JICA）の関係者と共に、アマゾン川の流域（ブラジル国立アマゾン研究所）で現地の子どもたちを相手に開いていた「アマゾン川に生息する魚（ピラニアなど）」に関する特別授業の模様を、本人が現地でのVTR・写真や他のキャンペーン大使へのクイズを交えながら報告[19]。

    - 「動物」
      - 日村が『超こどもの日 2024』向けの対馬ロケ（2024年4月）で参加していた野生のツシマヤマネコの保護活動について、同番組が放送されてからの状況を、番組スタッフによる追跡取材で紹介[19]。交通事故に遭っていたところを保護された後に、「野生復帰訓練」の一環でロケ中に山林へ放たれていた1匹のツシマヤマネコが、翌5月に食物の窒息から衰弱死に見舞われていたことも報告された。

## キャンペーン大使
◎：在任期間中はTBSテレビの現職アナウンサー
- 2020年（第1回）：香川照之、指原莉乃、安住紳一郎◎
- 2021年（第2回・第3回）：木村佳乃、バナナマン（日村勇紀・設楽統）、山之内すず、安住紳一郎◎
- 2022年（第4回・第5回）：杏、川島明（麒麟）、井上咲楽、国山ハセン◎
- 2023年（第6回・第7回）：野口聡一（宇宙飛行士）、上白石萌音、杉野遥亮、バナナマン（日村勇紀・設楽統）、日比麻音子◎
- 2024年（第8回・第9回）：小泉孝太郎、堀田真由、さかなクン、バナナマン（日村勇紀・設楽統）、日比麻音子◎
- 2025年春（第10回）：杉山真也◎、日比麻音子◎

### 「17人のTBSアナウンサー」
国連が定める「SDGs17の目標」の項目番号順に記載。在任期間中はいずれもTBSテレビの現職アナウンサーで、報道・情報系の番組を主に担当している入社2年目以上のアナウンサーから起用されているほか、第7回（2023年春）に編成されていた『SDGsの日』にも何らかの役割（生放送パートのコーナーMC・取材ロケのリポーター・事前収録パートの進行役・クイズパートの解答者・番組内に挿入される定時ニュースのキャスターなど）で出演している。
「キャンペーン大使」を退いたアナウンサーが「17人」に加わることもあるが、「17人」以外の現職アナウンサーも、担当番組がキャンペーンへ参加する場合や『SDGsの日』へ出演する場合には関連企画へ携わっている。
- 1「貧困をなくそう」
  - 宇賀神メグ（第1回  - ）
- 2「飢餓をゼロに」
  - 藤森祥平（第1回）→ 野村彩也子（第2回 - 第6回）→ 古田敬郷（第7回 - ）
- 3「すべての人に健康と福祉を」
  - 上村彩子（第1回 - 第3回）→ 佐々木舞音（第4回 - ）
- 4「質の高い教育をみんなに」
  - 良原安美（第1回 - ）
- 5「ジェンダー平等を実現しよう」
  - 山本里菜（第1回 - 第6回）→ 吉村恵里子（第7回 - ）
- 6「安全な水とトイレを世界中に」
  - 渡部峻（第1回）→ 齋藤慎太郎（第2回 - ）
- 7「エネルギーをみんなに」
  - 日比麻音子（第1回 - 第5回）→ 若林有子（第6回 - ）
- 8「働きがいも　経済成長も」
  - 山本恵里伽（第1回 - 第3回）→ 高柳光希（第4回 - 第7回）→ 渡部峻（第8回）→ 高柳光希（第9回 - ）
- 9「産業と技術革新の基盤をつくろう」
  - 若林有子（第1回）→ 宇内梨沙（第2回 - 第5回）→ 山本恵里伽（第6回・第7回）→ 南後杏子（第8回 - ）
- 10「人や国の不平等をなくそう」
  - 篠原梨菜（第1回 - ）
- 11「住み続けられるまちづくりを」
  - 井上貴博（第1回 - 第3回）→ 田村真子（第4回 - ）
- 12「つくる責任　つかう責任」
  - 国山ハセン（第1回）→ 杉山真也（第2回・第3回）→ 小沢光葵（第4回 - ）
- 13「気候変動に具体的な対策を」
  - 江藤愛（第1回 - 第3回）→ 安住紳一郎（第4回 - 第7回）→ 南波雅俊（第8回 - ）
- 14「海の豊かさを守ろう」
  - 小林廣輝（第1回・第2回）→ 喜入友浩（第3回 - ）
- 15「陸の豊かさも守ろう」
  - 山形純菜（第1回 - 第7回）→ 御手洗菜々（第8回 - ）
- 16「平和と公正をすべての人々に」
  - 田村真子（第1回 - 第3回）→ 井上貴博（第4回 - ）
- 17「パートナーシップで目標を達成しよう」
  - 近藤夏子（第1回 - ）

### 「1.5℃の約束」（在京の民放テレビ5局とNHKによる連動キャンペーン）への参加
国連と（TBSテレビを含む）日本国内の「SDGメディア・コンパクト」加盟企業は、世界の平均気温の上昇を産業革命以前に比べて「1.5℃」に抑えることの必要性に対する理解と、地球全体の気候変動へ歯止めを掛けることに向けた行動の変容を個人や組織に促すことを目的に、「1.5℃の約束 - いますぐ動こう、気温上昇を止めるために。」というキャンペーンを2022年から共同で推進。NHKと「民放5局」（関東広域圏を放送対象地域に定めているTBSテレビ・日本テレビ・テレビ朝日・テレビ東京・フジテレビ）では、同名の特別番組（NHK総合テレビが年に1回のペースで全国に放送）や啓発動画・映像を共同で制作している。
上記の活動には、NHKと「民放5局」の現職アナウンサーから、1局につき1名が参加。TBSテレビでは、2022年以降の「『地球を笑顔にするWEEK』」でキャンペーン大使に名を連ねるアナウンサーが、NHK放送センター内のスタジオで特別番組や啓発動画・映像の収録に臨んでいる。また、2023年からキャンペーン大使を務める日比は、「1.5℃の約束」キャンペーンと連動した『Nスタ　気候変動スペシャル』（同年10月29日放送の日曜版）でスタジオ進行と東京都内の取材（神田川・環状七号線地下調節池からのロケリポート）を担当。2024年パリオリンピックでの報道活動を目的に開催国（フランス）へ派遣されていた期間中は、競技会場などでの取材と並行しながら、メイン開催地（パリ）におけるSDGs達成への取り組みを（2023年1月から毎週金曜日にメインキャスターを務める）『Nスタ』平日版向けのリポートで随時伝えていた。このリポートの一部は、2024年版の『1.5℃の約束』（9月29日にNHK総合テレビで全国向けに放送）で改めて紹介されている。

## 通年放送の関連番組・キャンペーンCM
TBSラジオでは2022年12月から、TBSグループによるSDGs達成への取り組みを日比が紹介するキャンペーンCMを、関東ローカル向けのスポットCM枠で随時流している。
また、キャンペーンと連動した「SDGsジャンクション～地球を笑顔にするラジオ～」（日比が進行役を務める収録番組）を2022年10月から制作。同月から2023年9月までは、『アフター6ジャンクション』（日比が毎週水曜日にパートナーとして出演していた生放送番組）の中（2023年3月までは19時台の後半→同年4月以降は18時台の後半）で毎月第3水曜日に10分間放送していた。『アフター6ジャンクション』が放送のエリア・時間帯の変更に伴って『アフター6ジャンクション2』（日比が第4週を除く火曜日のパートナーを担当している生放送番組）へ移行した2023年の10月以降は、「TBSラジオポッドキャスト」の音声コンテンツとして、最新の収録回を毎月第3火曜日の『アフター6ジャンクション2』本番後（2024年1月までは23:30→翌2月以降は23:55）から配信。収録中のスタジオを撮影した動画も、YouTube上の「地球を笑顔にするチャンネル 」から音声付きで配信している。